# Mercedes Lambre
 (octobre 2013).
Si vous disposez d'ouvrages ou d'articles de référence ou si vous connaissez des sites web de qualité traitant du thème abordé ici, merci de compléter l'article en donnant les références utiles à sa vérifiabilité et en les liant à la section « Notes et références ».
Mercedes Rodríguez Lambre est une actrice, danseuse, chanteuse et mannequin argentine née le 5 octobre 1992 à La Plata, dans la province de Buenos Aires.
Elle est connue pour jouer le rôle de Ludmila Ferro de 2012 à 2015 dans la série de Disney Channel, Violetta.

## Biographie

### Formation
Mercedes Lambre a été formée en comédie, chant et danse à La Plata, là où elle est née. Elle a étudié le théâtre avec Lito Cruz, Gaston Marioni, Augusto Britez, et Alejandro Orduna et étudie actuellement avec Monica Bruni. Elle a également étudié le chant pendant quatre ans avec le professeur Gabriel Giangrante dans le milieu universitaire CEFOA de La Plata.
En ce qui concerne sa formation en danse, elle se spécialise en danse jazz, danse de rue et les danses espagnoles. Elle a étudié le jazz  pendant trois ans avec Gustavo Carrizo, la danse de rue avec Daniela Perez pendant deux ans et les danses espagnoles avec Analia Sanchez Flebes pendant trois ans.

### Carrière
Mercedes Lambre a commencé sa carrière comme mannequin dans la pub télévisée « Utilisima ».
Violetta est sa première participation dans une série télévisée, où elle tient le rôle de Ludmila Ferro, l'ennemie de l'héroïne Violetta,.
En juillet 2013, Mercedes et les acteurs de Violetta partent en tournée dans 12 pays différents en Amérique latine et en Europe. Cette tournée s'appelle Violetta en vivo. Elle s'est terminé le 3 mars 2014 en Argentine, au Luna Park.
En décembre 2014, elle a chanté lors de l'Éco Fashion Show, un défilé et concert organisé par Pago Chico. Elle y a chanté aux côtés de Martina Stoessel et de la troupe des Aliados.
En 2015, elle commence une tournée en compagnie des acteurs de la série Violetta. Cette tournée s'intitule Violetta Live qui passera en Amérique latine et en Europe. La tournée est annoncée comme une tournée d'adieu.
En 2016, elle participe au film Tini - La nouvelle vie de Violetta aux côtés des acteurs Martina Stoessel, Jorge Blanco et Clara Alonso dont le tournage eut lieu en Sicile, en Italie et en Argentine. En octobre 2015, un reportage nommé Violetta The Journey retrace la vie des acteurs depuis leurs auditions pour Violetta à Violetta Live.
En 2016, il est annoncé que Mercedes participera à deux nouvelles pièces de théâtre, nommées Los Fabulosos BUU et Cardenio.
Vie privée
Elle devient maman d’une petite fille prénommée Elise le 4 décembre 2024.

## Filmographie
- 2012-2015 : Violetta : Ludmila Ferro
- 2012-2014 : The U-Mix Show : Elle-même
- 2016 :  Tini : La Nouvelle Vie de Violetta  : Ludmila Ferro
- 2016 : Los Fabulosos BUU : Luna
- 2016 : Gardenio : Dorotea[10]
- 2016 : Heidi, bienvenida a casa : Emma[11]

## Tournée
- 2013-2014 : Violetta En Vivo
- 2015 : Violetta Live

## Chansons
Dans la série télévisée Violetta, Mercedes Lambre interprète :

### Violetta 1
- " Destinada a brillar " , seule
- " Juntos somos mas " avec Jorge Blanco, Nicolas Garnier, Rodrigo Velilla, Facundo Gambandé, Lodovica Comello, Candelaria Molfese, Alba Rico et Martina Stoessel
- " Ven y canta " avec la troupe de Violetta.
- " Ser mejor " avec la troupe de Violetta.
- " Ahi estare " avec Facundo Gambandé.
- " Entre tu y yo " avec Pablo Espinosa
- " Voy por ti " avec Pablo Espinosa, Martina Stoessel et Jorge Blanco
- " Te creo " avec Martina Stoessel.

### Violetta 2
- " Hoy Somos Mas " avec la troupe
- " Peligrosamente bellas " avec Alba Rico.
- " Alcancemos las estrellas ". Avec Alba Rico, Martina Stoessel, Lodovica Comello  et Candelaria Molfese
- " Euforia " avec la troupe
- " On Beat " avec la troupe
- " Algo se enciende " avec la troupe
- " Ti Credo " avec Ruggero Pasquarelli.
- " Si es por amor " avec Martina Stoessel.

- " Esto no puede terminar " avec la troupe
- " Soy mi mejor momento " à la fin de la chanson avec la troupe

### Violetta 3
- " Quiero ", seule
- " Encender nuestra luz " avec Lodovica Comello, Candelaria Molfese et Alba Rico
- " Friends till the end " avec la troupe.
- " En Gira " avec la troupe.
- " Somos Invencibles " avec Alba Rico, Candelaria Molfese et les Rock Bones.
- " Mas que Dos " avec Martina Stoessel.
- " Llamamé " avec la troupe.
- " Es mi pasion " avec la troupe (sauf Martina Stoessel)
- " Crecimos Juntos " avec la troupe.

Dans la série télévisée Heidi, bienvenida a casa, Mercedes Lambre interprète :

### Heidi, bienvenida a casa 1
- " El sabor de la ilusion " avec Chiara Francia.
- " Mi realidad ", seule.
- " No tengo tiempo para un novio ", seule.
- " Sígueme ", seule

## Récompenses et nominations
| Année | Cérémonie ou récompense            | Prix                                    | Travail nommé | Ref.       |
| ----- | ---------------------------------- | --------------------------------------- | ------------- | ---------- |
| 2012  | Kids' Choice Awards Argentina (es) | Meilleure Méchante de la série Violetta | Violetta      | Lauréat    |
| 2013  | Kids' Choice Awards México         | Meilleure Méchante de la série Violetta | Violetta      | Nomination |
| 2013  | Kids' Choice Awards Argentina      | Meilleure Méchante de la série Violetta | Violetta      | Lauréat    |
| 2014  | Kids' Choice Awards Colombia (es)  | Meilleure Méchante de la série Violetta | Violetta      | Lauréat    |